# 秩父別町
秩父別町（ちっぷべつちょう）は、北海道空知管内北部にある町。雨竜郡に属する。

## 町名の由来
アイヌ語に由来し、「チクㇱペッ（ci-kus-pet）」（我ら・通る・川＝通路のある川）、あるいは「チㇷ゚クㇲペッ（cip-kus-pet）」（舟・通る・川）から転訛したとされる。このほか、「チュチュㇷ゚ウㇲペッ（tutup-us-pet）」（トクサ・多い・川）からの転訛とする説もある。

## 地理
- 北海道空知総合振興局管内の北部、石狩平野北端・雨竜平野の北部に位置し、町域内は東部の中山地区周辺をのぞけば平坦。雨竜川が町域の北から西にかけて流れ、沼田町などとの境界線になっている。市街地の周辺部には水田がひろがる。
- 河川: 石狩川、雨竜川、チップベツ堺川、秩父別桜川、秩父別川

### 隣接している自治体
- 空知総合振興局
  - 深川市
  - 雨竜郡：沼田町、妹背牛町、北竜町

## 歴史
- 和人入植以前からアイヌ民族が暮らしている。
- 1895年（明治28年） - 屯田兵、秩父別に入植。秩父神社創設。
- 1901年（明治34年） - 秩父別村、深川村（現深川市）より分立。
- 1906年（明治39年） - 二級町村制施行、秩父別村
- 1923年（大正12年） - 一級町村制施行、秩父別村
- 1959年（昭和34年） - 町制施行、秩父別町となる
- 1990年（平成2年） - 秩父別温泉開湯。
- 2004年（平成16年） - 北空知1市4町合併協議会設置
- 2005年（平成17年） - 北空知1市4町合併協議会解散

## 行政
町長
- 澁谷信人

## 経済

### 産業
- 農業：米

### 特産品
- トマトジュースあかずきんちゃん
- みどりのナポリタン

### 農協
- 北いぶき農業協同組合（JA北いぶき）本所

### 金融機関
- 北空知信用金庫秩父別支店

### 郵便局
- 秩父別郵便局（集配局）

### 宅配便
- ヤマト運輸：道北主管支店雨竜センター（深川市）
- 佐川急便：深川営業所（深川市）
- 日本通運：旭川支店（鷹栖町）

## 公共機関

### 警察
- 深川警察署秩父別駐在所

## 姉妹都市・提携都市

### 国内
- 香川県綾川町
  - 1979年（昭和54年）9月8日提携

## 地域

### 人口
| |                                          |  |
| 秩父別町と全国の年齢別人口分布（2005年） | 秩父別町の年齢・男女別人口分布（2005年） |  |
| ■紫色 ― 秩父別町 ■緑色 ― 日本全国 | ■青色 ― 男性 ■赤色 ― 女性                |  |
| 秩父別町（に相当する地域）の人口の推移 \| 1970年（昭和45年） \| 5,036人 \| \| \| 1975年（昭和50年） \| 4,409人 \| \| \| 1980年（昭和55年） \| 4,163人 \| \| \| 1985年（昭和60年） \| 4,003人 \| \| \| 1990年（平成2年） \| 3,735人 \| \| \| 1995年（平成7年） \| 3,544人 \| \| \| 2000年（平成12年） \| 3,268人 \| \| \| 2005年（平成17年） \| 3,003人 \| \| \| 2010年（平成22年） \| 2,731人 \| \| \| 2015年（平成27年） \| 2,513人 \| \| \| 2020年（令和2年） \| 2,329人 \| \| |                                          |  |
| 総務省統計局 国勢調査より |                                          |  |
| 1970年（昭和45年） | 5,036人                                  |  |
| 1975年（昭和50年） | 4,409人                                  |  |
| 1980年（昭和55年） | 4,163人                                  |  |
| 1985年（昭和60年） | 4,003人                                  |  |
| 1990年（平成2年） | 3,735人                                  |  |
| 1995年（平成7年） | 3,544人                                  |  |
| 2000年（平成12年） | 3,268人                                  |  |
| 2005年（平成17年） | 3,003人                                  |  |
| 2010年（平成22年） | 2,731人                                  |  |
| 2015年（平成27年） | 2,513人                                  |  |
| 2020年（令和2年） | 2,329人                                  |  |

### 教育
- 中学校
  - 町立
    - 秩父別中学校

- 小学校
  - 町立
    - 秩父別小学校

## 交通

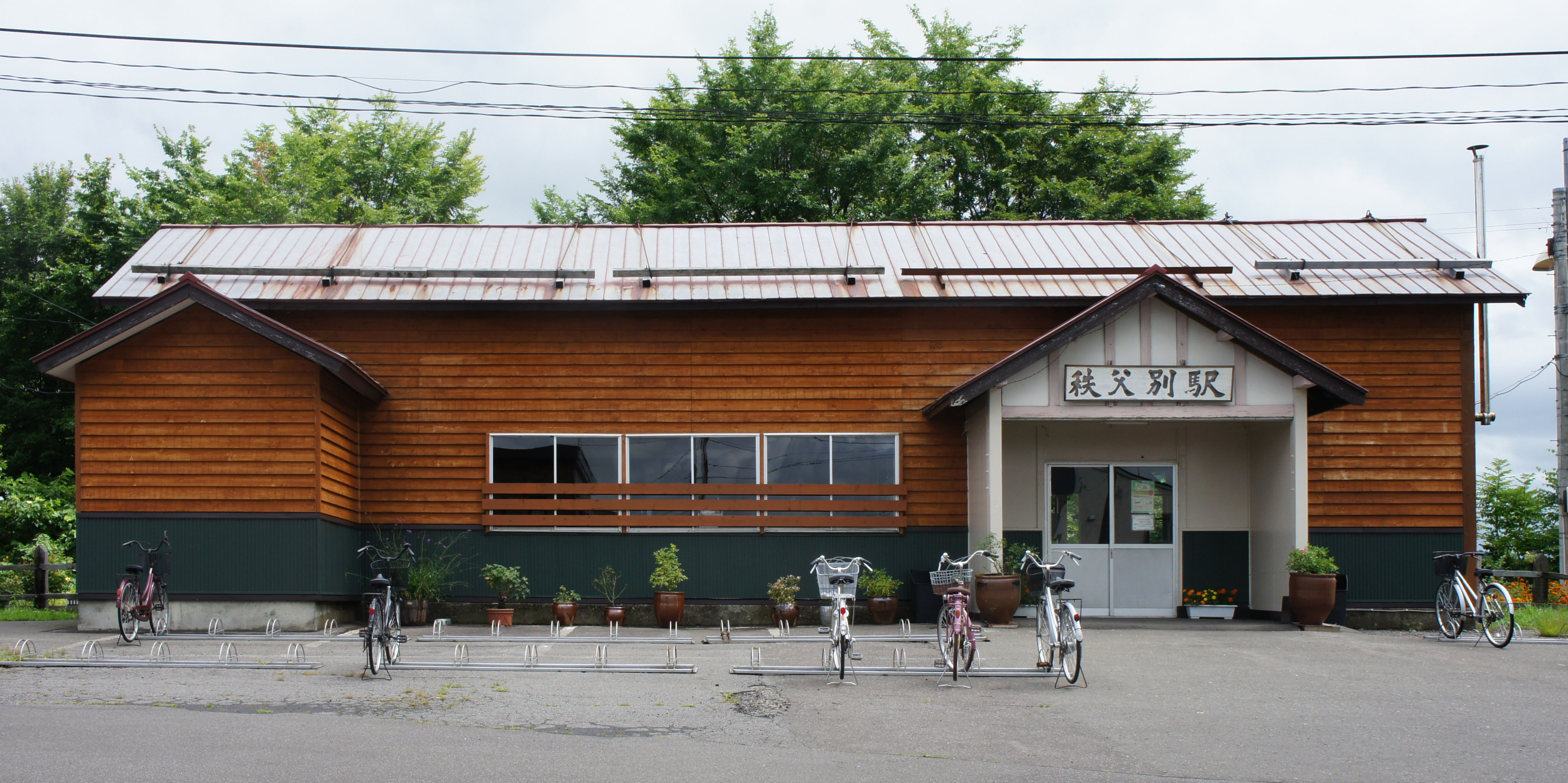
秩父別駅

### 空港
- 旭川空港 （東神楽町）

### 鉄道
- 北海道旅客鉄道（JR北海道）
  - 留萌本線：秩父別駅 - 北秩父別駅
    - 2026年4月1日廃止予定[4]。

### バス
- 北海道中央バス
- 空知中央バス
- 道北バス・沿岸バス

### 道路
- 自動車専用道路
  - E62 深川留萌自動車道 : 秩父別インターチェンジ
- 国道
  - 国道233号 深川国道

- 一般道道
  - 北海道道281号深川多度志線
  - 北海道道282号沼田妹背牛線
  - 北海道道372号秩父別停車場線
  - 北海道道628号小藤沼田線
- 道の駅
  - 道の駅鐘のなるまち・ちっぷべつ

## 名所・旧跡・観光スポット

### 秩父別町指定文化財
- 屯田の鐘 - 郷土館
- 乃木希典書 - 秩父別町役場
- 滝の上獅子舞 - 滝の上獅子舞保存会、休止中
- ちくし神楽獅子舞 - ちくし神楽獅子舞保存会

### 観光
- 秩父別温泉ゆう＆ゆ
- 百年記念塔
- ローズガーデンちっぷべつ
- 秩父別町観光体験牧場 めぇーめぇーランド
- こども冒険の森公園

### イベント・祭事・催事
- ちっぷフェスティバル inローズガーデン
- とんでんまつり
- 産業まつり
- 北海道大学駅伝

### 秩父別町の「日本一」
- 百年記念塔の洋鐘：重量2.8トンは日本最大級

## 出身者
- 丸木俊 （画家・原爆の図）
- 赤松俊理 （NHKアナウンサー） - ちなみに丸木俊は大伯母（父方の祖父の姉）にあたる。
- 黒木亮 （経済小説家・箱根駅伝選手） - 赤平市生まれ。
- 平尾和義（畜産学者・獣医師）
- 濱野亜里紗（元ファイターズガール・現ファイターズ スポーツ＆エンターテイメント  スタッフ）

## 環境問題への取り組み
- 生ごみ減量化のために、町内の各家庭にディスポーザーの設置を許可している。北海道内では過去に歌登町(現・枝幸町)が社会実験を行っているが、自治体の施策として実施しているのは唯一秩父別町だけであり、全国でも数ヶ所の自治体にとどまっている。